# Романово (Сосьвинський міський округ)
Рома́ново (рос. Романово) — село у складі Сосьвинського міського округу Свердловської області.
Населення — 588 осіб (2010, 633 у 2002).
Національний склад населення станом на 2002 рік: росіяни — 98 %.